# Nananthus aloides
Nananthus aloides är en isörtsväxtart som först beskrevs av Adrian Hardy Haworth, och fick sitt nu gällande namn av Schwant. Nananthus aloides ingår i släktet Nananthus och familjen isörtsväxter. Inga underarter finns listade i Catalogue of Life.